# Ilfov

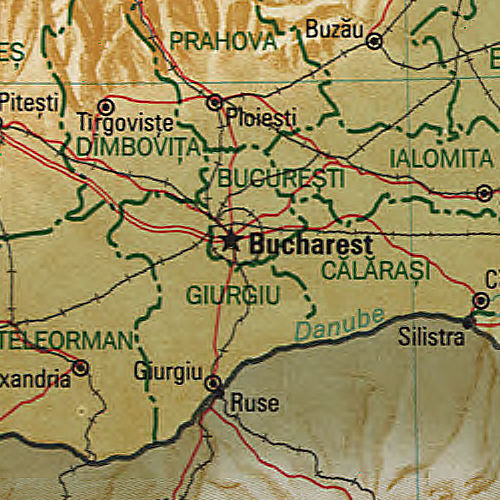
Mapa do distrito de Ilfov

Ilfov é um judeţ (distrito) da Romênia, na região da Valáquia. Ilfnov circunda a cidade de Bucareste, que, apesar de não fazer parte do distrito, é a sede da administração.
O distrito era uma grande área rural, porém, após a queda do comunismo muitas das localidades e comunas se converteram em cidades dormitório, que atuam como subúrbios ou satélites de Bucareste.

## Geografia
O distrito possui uma área de 1.593 km² e está situado na Planície Romena entre o rio Argeş e o rio Ialomiţa.
Os principais rios que atravessam o distrito são: o Dâmboviţa, o Colentina e o Gruiu. No distrito também existem vários lagos, principalmente o lago Cernica, o Snagov e o Căldăruşani.

### Limites
- distritos de Ialomiţa e Călăraşi a leste;
- distrito de Dâmboviţa a oeste;
- distrito de Prahova a norte;
- distrito de Giurgiu ao sul e leste.

## Demografia
Em 2002, Ilfov possuía uma população de 300.123 habitantes (sem incluir Bucareste). A densidade demográfica é de 188 hab/km². 40% da população trabalha em Bucareste, por este motivo, recentemente têm sido construídas muitas indústrias fora de Bucareste, no distrito de Ilfov. Possui um crescimento populacional anual de aproximadamente 4%.

### Grupos Étnicos
- Romenos: 96,1%[1]
- Roms: 3,7%
- Magiares:0,1%

### Evolução da população
| \| Ano \| População[2] \| \| ---- \| ------------ \| \| 1930 \| 135.370 \| \| 1948 \| 167.533 \| \| 1956 \| 196.265 \| \| 1966 \| 229.773 \| \| 1977 \| 287.738 \| \| 1992 \| 286.965 \| \| 2002 \| 300.123 \| |           |
| Ano | População |
| 1930 | 135.370   |
| 1948 | 167.533   |
| 1956 | 196.265   |
| 1966 | 229.773   |
| 1977 | 287.738   |
| 1992 | 286.965   |
| 2002 | 300.123   |

## Economia
Antes da queda do comunismo, a principal atividade era a agricultura. Hoje em dia, devido ao crescimento econômico de Bucareste, muitas empresas têm se instalados nas localidades próximas a Bucareste, dentro do distrito de Ilfov, transformando o distrito no mais desenvolvido da Romênia.
As indústrias predominantes do distrito são:
- indústria alimentícia e de bebidas;
- indústria têxtil;
- indústria de componentes mecânicos;
- indústria química;
- indústria de papel;
- indústria de móveis;
- indústria de borracha]
- indústria de equipamentos elétricos;
- indústria de equipamentos de transporte;
- indústria de equipamintos óticos e eletrônicos.

Em Otopeni está localizado o Henri Coandă International Airport. Além disso, todas as estradas e ferrovias que saem de Bucareste atravéssam o distrito.

## Divisões administrativas
O distrito está dividido em 8 cidades e 31 comunas.
Existem sérias discussões sobre o título de cidade que foi conferido à Voluntari, pois se alega que foi dado devido a afiliação política da cidade. Independente disso, Voluntari possui uma poblação de 15.000 habitantes, e para muitas cidades com esta população foram concedidas este título no passado.
1. Periş
2. Ciolpani
3. Gruiu
4. Nuci
5. Snagov
6. Grădiştea
7. Moara Vlăsiei
8. Baloteşti
9. Corbeanca
10. Dascălu
11. Petrăchioaia
12. Otopeni (cidade)
13. Tunari
14. Ştefăneştii de Jos
15. Afumaţi
16. Voluntari (cidade)
17. Găneasa
18. Mogoşoaia
19. Buftea (cidade)
20. Chitila (cidade)
21. Dragomireşti Vale
22. Chiajna
23. Dobroieşti
24. Pantelimon (cidade)
25. Brăneşti
26. Ciorogârla
27. Domneşti
28. Clinceni
29. Bragadiru (cidade)
30. Popeşti-Leordeni (cidade)
31. Glina
32. Cernica
33. Cornetu
34. Măgurele (cidade)
35. Jilava
36. Berceni
37. Dărăşti
38. 1 Decembrie
39. Vidra

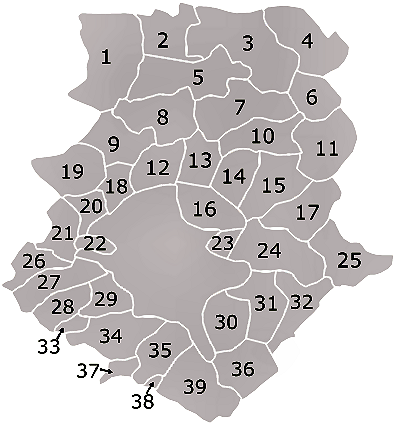
Cidades e Comunas de Ilfov

O distrito de Ilfov não possui capital. A maioria das instituições do distrito estão localizadas em Bucareste, algumas em Otopeni e outras em Buftea.